# العلاقات البلجيكية الغينية
العلاقات البلجيكية الغينية هي العلاقات الثنائية التي تجمع بين بلجيكا وغينيا.

## مقارنة بين البلدين
هذه مقارنة عامة ومرجعية للدولتين:
| وجه المقارنة                                              | بلجيكا                                                                              | غينيا       |
| --------------------------------------------------------- | ----------------------------------------------------------------------------------- | ----------- |
| المساحة (كم2)                                             | 30.53 ألف                                                                           | 245.86 ألف  |
| عدد السكان (نسمة)                                         | 11.37 مليون                                                                         | 12.72 مليون |
| الكثافة السكانية (ن./كم²)                                 | 372.42                                                                              | 51.74       |
| العاصمة                                                   | بروكسل                                                                              | كوناكري     |
| اللغة الرسمية                                             | اللغة الهولندية، لغة فرنسية، اللغة الألمانية                                        | لغة فرنسية  |
| العملة                                                    | يورو، فرنك بلجيكي                                                                   | فرنك غيني   |
| الناتج المحلي الإجمالي (بليون دولار)                      | 492.68 مليار                                                                        | 10.50 مليار |
| الناتج المحلي الإجمالي (تعادل القوة الشرائية) بليون دولار | 514.74 مليار                                                                        | 15.24 مليار |
| الناتج المحلي الإجمالي الاسمي للفرد دولار أمريكي          | 40.32 ألف                                                                           | 531         |
| الناتج المحلي الإجمالي للفرد دولار أمريكي                 | 43.44 ألف                                                                           | 1.22 ألف    |
| مؤشر التنمية البشرية                                      | 0.890                                                                               | 0.411       |
| رمز المكالمات الدولي                                      | +32                                                                                 | +224        |
| رمز الإنترنت                                              | .be                                                                                 | .gn         |
| المنطقة الزمنية                                           | توقيت وسط أوروبا، ت ع م+01:00، ت ع م+02:00، توقيت وسط أوروبا الصيفي، أوروبا/بروكسل ‏ | 00          |

## منظمات دولية مشتركة
يشترك البلدان في عضوية مجموعة من المنظمات الدولية، منها:
| علم المنظمة | اسم المنظمة                               | تاريخ انضمام بلجيكا | تاريخ انضمام غينيا |
| ----------- | ----------------------------------------- | ------------------- | ------------------ |
|             | الاتحاد البريدي العالمي                   | ?                   | ?                  |
|             | مؤسسة التنمية الدولية                     | 2 يوليو 1964        | 26 سبتمبر 1969     |
|             | منظمة حظر الأسلحة الكيميائية              | ?                   | ?                  |
|             | منظمة التجارة العالمية                    | ?                   | 25 أكتوبر 1995     |
|             | الأمم المتحدة                             | 27 ديسمبر 1945      | 12 ديسمبر 1958     |
|             | وكالة ضمان الاستثمار متعدد الأطراف        | 18 سبتمبر 1992      | 5 أكتوبر 1995      |
|             | منظمة الشرطة الجنائية الدولية             | ?                   | ?                  |
|             | مؤسسة التمويل الدولية                     | 27 ديسمبر 1956      | 22 أكتوبر 1982     |
|             | البنك الدولي للإنشاء والتعمير             | 27 ديسمبر 1945      | 28 سبتمبر 1963     |
|             | البنك الإفريقي للتنمية                    | ?                   | ?                  |
|             | الفريق المعني برصد الأرض                  | ?                   | ?                  |
|             | المركز الدولي لتسوية المنازعات الاستشارية | 26 سبتمبر 1970      | 4 ديسمبر 1968      |
|             | يونسكو                                    | 29 نوفمبر 1946      | 2 فبراير 1960      |

## أعلام
هذه قائمة لبعض الشخصيات التي تربطها علاقات بالبلدين:
- سليمان أولاري (لاعب كرة قدم غيني، 16 أكتوبر 1972[20] – )

## وصلات خارجية
- موقع وزارة الخارجية البلجيكية